# ريتشارد سايكس
ريتشارد سايكس (بالإنجليزية: Richard Sykes)‏ هو كيميائي وعالم كيمياء حيوية وشخصية أعمال بريطاني، ولد في 7 أغسطس 1942 في يوركشاير في المملكة المتحدة.